# Екзонім

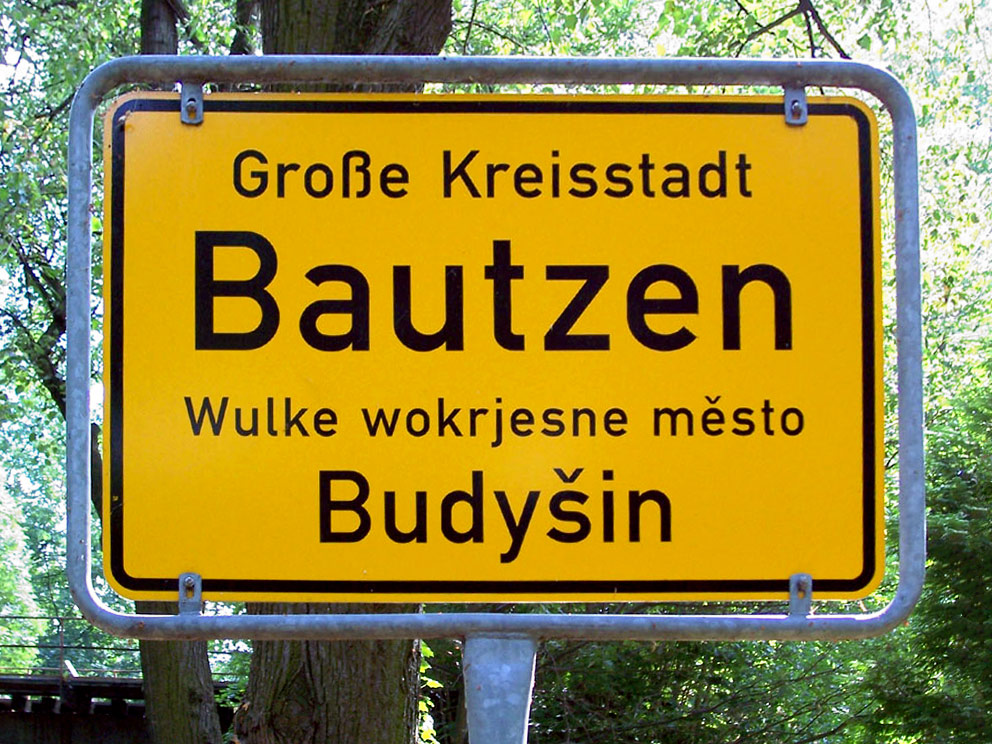
Східнонімецьке місто Бауцен (Bautzen) здавна є територією проживання слов'ян лужичан попри офіційну німецьку має і слов'янську назву — Будишин (Budyšin, Budyšyn), таким чином обидві назви одна до одної виступають як екзоніми

Екзо́нім (від ἔξω екзо «зовні, поза» та ὄνομα онома «ім'я») — це топонім або етнонім, що не вживається відповідно місцевим населенням або народом, зокрема і на офіційному рівні.

## Зміст і розмежування понять
Екзонім є антонімом, тобто протилежним за змістом поняттям до понять — ендоніма (див.), та/або автоніма (від грец. ἔνδον ендо «всередині» і грец. αὐτό авто «сам, звернений до себе» та грец. ὄνομα, онома — «ім'я») та самоназві (автоетноніма).
Екзонім можна розглядати у широкому значенні, тобто як всі називання будь-яким народом інших народів і відповідно топоніми, які закріпилися в якійсь мові для назв інших земель, географічних об'єктів (озер, річок тощо), населених пунктів, крім тих, що розташовані на території сучасного проживання народу, так і в більш вузькому значенні — як ті екзоніми, що закріпилися в міжнародній практиці на противагу ендонімам.
Найчастіше екзонімами є ті ж автоніми, тільки адаптовані до умов і вимови в якійсь конкретній мові, наприклад, українське французи та Париж є відповідно франкомовними Français (франсе́з) і Paris (парі́) або укр. поляки відповідає пол. Polacy (поля́ци).
Також часто екзоніми є історичними назвами міст і поселень, земель (історичних провінцій), зрідка — народів, на території яких у різні історичні періоди жили різні народи і/або контролювали різні державні утворення, наприклад, українська назва сучасного французького міста Стра́сбург (іноді кажуть Стра́сбур), яке є осередком історичного Ельзасу, має аж 3 автоніми, який кожний по відношенню до іншого виступає екзонімом, — ельзас. Strossburi (Стро́сбурі), нім. Straßburg (Штра́сбурґ) і фр. Strasbourg (Страсбу́р); іспанська Памплона (ісп. Pamplona) має і «свою» баскську назву Ірунья (баск. Iruñea, Iruña); український Ужгород угорці називають Унґвар (угор. Ungvár); річка Тахо, що протікає територією Іспанії та Португалії, на португальському відтинку має назву Тежу тощо. Деякі такі топоніми, зокрема, гідроніми, мають понад десяток власних різномовних назв, як скажімо, головна «артерія» Європи — річка Дунай або наприклад численні екзоніми — назви у мовах різних народів циган.
Екзонімами є і латинські назви сучасних міст, поселень і народів — лат. Helvetia (Гельвеція) — Швейцарія, лат. Leopolis (Леополіс) — Львів тощо.
Усі екзоніми можна поділити на:
- екзотопоніми — іншомовні назви топонімів, наприклад, столиця Словаччини місто Братислава, крім (словац. Bratislava (Браті́слава) має історичні німецьку та угорську назви: відповідно нім. Preßburg (Пре́сбурґ) і угор. Pozsony (По́жонь); міжнародна назва озера Байкал є адаптованим у російській мові якутським топонімом Бей кюль («багате, щедре озеро»), тоді як інші народи, що живуть навколо озера (буряти, евенки тощо) мають свої назви.
- екзоетноніми — іншомовні назви етнонімів, наприклад, укр. румуни (рос. румы́ны) це румунське români (роминь).

Взагалі більш вживаним є термін екзонім саме до екзоетнонімів, тому поширення набуло обопільне використання слів по відношенню до іншомовних назв народів.

## Походження і застосування екзонімів (екзоетнонімів)
Загальним правилом є історичне походження екзонімів. Нерідко екзоніми стають популярнішими за самоназви у загально-поширеному називанні народів світу, в тому числі і в науковій літературі (тобто міжнародними мовами науки). Наприклад, поширене англ. Germans (дже́менс, тобто германці, укр. німці) походить з назви одного з франкських племен, тоді як сучасний автонім німців нім. Deutsche (до́йче), споріднений з історичним автонімом нідерландців, дав початок англійському екзоніму нідерландців англ. Dutch (датч).
Інший приклад того, як екзонім, будучи назвою етносу іншим народом, найчастіше сусіднім/и, стає міжнародною назвою, — це чеченці. Зокрема, самоназва чеченців нохчі, нохчо, імовірно, походить від спільної самоназви чеченців та інгушів вайнахи (від вай «наші» та нах «люди»), а от «у залежності від місця розселення й безпосередніх контактів з різноманітними народами, чеченці відомі в осетинів — як цацани, в кабардинців — шашани, в лезгінців — чачани, у кумиків — мічигаш тощо». Саме ці назви чеченців сусідніми народами (цацани, шашани, чачани) за посередництва росіян дали сучасний міжнародний етнонім чече́нці.
Одним з джерел походження екзонімів є перенесення назви території на назву народу, який на ній проживає. Прикладом такого територіального екзоніма може правити етнонім афганці на противагу самоназві па(ш/х)то, пуштуни (останнім часом, наприклад, в українській мові все більшого розповсюдження набуває термін пуштуни).
Екзоніми, в тому числі, і територіальні, часто давалися народам колонізаторами (часто народами, що ставали «першовідкривачами» якихось земель). Наприклад, фін. lopari «жителі околичної землі» свого часу закріпилося в українській мові за посередництва російської як назва саамів. Втім, часто екзоніми колись колонізованих народів в плином часу замінюються на автоніми (зрідка на інші екзоніми), як у випадку з саамами, наприклад, старе російське гіляки́ змінилося на нивхи (самоназва нівхгу «людина») або етнонім ненці заступив застаріле юра́кі (при цьому самоназва ненців хасо́ва).
Ще один приклад такої зміни, а також ілюстрація того, що історичні екзоніми часом набирають зневажливого відтінку є ситуація з назвою бушмени, яка походить від нід. Bosjesmen («люди кущів») — у червні 1971 року в Йоганнесбурзі (ПАР) на засіданні значного числа вчених, істориків і політиків ухвалено рішення застосовувати надалі до бушменів термін сан.
Нерідко екзоніми даються (а іноді й приймаються сами́ми народами — в такому разі стаючи автонімами) для розрізнення народів, що мають різну національну самоідентичність, але спільні або схожі назви. Як наприклад з метаетнонімом татари, що закріпився врешті за поволзькими і сибірськими татарами, а багато інших народів, що іменували себе так само або схоже, прибрали інші назви (напр. хакаси — застаріле мінусінські або абаканські татари, самоназва тада́р). При цьому буває, що народи, маючи різні національні ідентичності, зберігають спільну самоназву — нані є ендонімом ульчів, ороків і нанайців, а в минулому також і орочів (автонім останніх був змінений на екзонім орочі́, множина орочіса́ не раніше середини XVIII ст. під впливом евенків-орочонів). Інший випадок — панівна нація сама́ нав'язує окремі етноніми (екзоніми) окремим частинам етносу, розділеним територіально, а пізніше й адміністративно, як це сталося з адигами, у середовищі яких у XIX — на поч. XX століття були виокремлені кабардинці, адигейці і черкеси, що однак не вплинуло на спільну національну самосвідомість цих народів, при цьому автонімом (самоназвою) для всіх трьох народів лишився ади́ге, а спільним екзонімом — черке́си, до речі близький до черкаси, одного з екзонімів українців.
Взагалі, називанню народів, як і багатьох інших речей і явищ, в тому числі соціальних, властиві розвиток і зміни. Наприклад, замість популярного екзоніма якути для називання цього народу в РФ під тиском національної якутської-саха інтелігенції останнім часом (з середини 1990-х років) активно запроваджується автонім саха́, і навпаки, в науковій російські літературі 1990-х років зустрічається подвійна назва мансі (самоназва) — мансі і вогули (друга назва є історичним екзонімом, поширеним у західно-європейській літературі).

## Деякі найвживаніші міжнародні екзоетноніми
Нижче наведено короткий перелік найвідоміших екзонімів — поширених міжнародних назв народів, які са́мі себе називають по-іншому:
- Албанці — самоназва албан. Shqiptarët (шкіпта́р, шкіпта́рт, однина шчіп; дослівно «гірські орли»): приклад територіального екзоніма: на албанців була перенесена історична назва землі (топонім) на Балканах, на якій в свою чергу, жили схожі за назвою ілірійські племена ще до Р. Х.

- Баски — самоназва баск. Euskaldunak (еускалдунак, тобто «мовці euskara-еускара — баскської мови»): назва поширилась через мови народів сусідів (іспанці, французи) і є радше географічним екзонімом — походить від назв Біскайська затока та історичної області Біскайя.

- Греки — самоназва балканських греків грец. Έλληνες (е́лінес): взагалі єдності думок у цьому питанні серед вчених немає, з достовірністю можна казати, що коріння екзоніма можна угледіти як в античній міфології, так і в назві одного з давньогрецьких племен; фактом лишається початок поширення етноніма в часи Римської імперії[6].

- Грузини — самоназва ქართველები (картве́лі), адаптована, наприклад, угорцями угор. Kartvéliek; проте найпопулярнішим екзонімом є, звичайно, назва грузини, однією з версій про походження якої є тюркська — на схід від сучасної Грузії у ранньому Средньовіччі її населення називали гурз, гурж (сучасні азерб. Gürcülər та тур. Gürcüler гюрджюлер), яке породило рос. грузины[7].

- Ірландці — крім англомовного автоетноніма Irish (айріш), мають іншу, кельтську самоназву Éireannaigh (е́йренах), яка походить від кельтської назви острова Ірландія Е́йре.

- Китайці — самоназва хань, ханьчжень, ханьцзу, ханрень; як вважають вчені, міжнародні екзоніми китайців (англ. Chinese чайні́с, нім. Chinesen хіне́зен, хорв. Kinezi кіне́зи, пол. Chińczycy хіньчи́ци) є сильно викривленим автонімом, який в свою чергу походить від назви китайських правителів династії Цінь (221 до н. е. — 206 до н. е.), яка проводила об'єднавчу національну і централізаторську державну політику; укр. Китайці було перейнято, ймовірно, від росіян (рос. Китайцы) і є в російській мові або тюркським запозиченням (татарська Qıtay, казах. قىتاي, Қытай, Qıtay, уйгурське خىتاي, Xitay), або прямим монгольським (монгол. Хятад) і походить від назви кочового монгольського племені кидані[8]; за Середньовіччя у Європі також був поширений етнонім китайців з корневим «т» у назві — італійський мандрівник Марко Поло (1254—1324) вживає у своїх нотатках слова Китай, Катай.
Див. також Китай (етимологія).

- Корейці — цей екзонім походить від назви середньовічної держави на Корейському півострові Корьо́ (918—1392), а от самоназвою корейців тривалий час був кор. 조선 사람; 朝鮮 사람 Chosŏn saram (чосон сарам); зараз цей автонім чинний у Північній Кореї, а у Південній Кореї поширений кор. 한국 사람; 韓國 사람 Hanguk saram (хангук сарам)[9].

- Осетини — мають дві самоназви в залежності від двох основних субетнічних груп, до яких належать, іро́н або дігоро́н; екзонім «осетини» походить від груз. ოსები (осе́бі), множина від ოსი (о́сі) — найменування аланів (предків осетинів) у середньовічних грузинських джерелах (у давньоруських — ясь).

- Угорці — самоназва угор. Magyarok (мад'ярок, в українців — народне мадяри); на відміну від рос. Венгры український офіційний екзонім є міжнародним (англ. Hungarian, швед. Ungrare, рум. Unguri, болг. Унгарци тощо) і апелює до родової назви угри, тобто угро-фінські народи.

- Фіни — самоназва фін. Suomalaiset (суомалайсет): єдиної думки про походження екзоніма немає, за версіями можливе перенесення на фінів давнього, ще з римської епохи, екзоніма саамів; поширення як етноніма фінів набуває завдяки скандинавським мовам (швед. finländare).

- Чукчі — самоназва луораветла́н («справжні люди»); російський екзонім «чукчі», який широко розповсюдився в мовах світу, походить від назви, якою іменували чукчів евени чаучу́, яка перекладається як «багатий на оленів», і яку почули росіяни від останніх, діставшись окраю північно-Східної Азії у XVII столітті.

- Японці — самоназва 日本人 (ніхондзін, ніппондзін); екзонім японці, ймовірно, викривлений автонім, який в свою чергу, є географічним і ознає «житель Ніпону», тобто Японії.

## Українські екзоетноніми
В українській мові, з огляду на умови формування й історичний розвиток, співвідносини з сусідніми народами тощо, закріпилися деякі власні екзоетноніми, деякі з них відійшли в минуле: волохи (румуни), арнаути (албанці), ставши історичними екзонімами, деяким, у радянські часи, в рамках росифікації, надавали зневажливого чи образливого відтінку: ляхи (поляки), мадяри (угорці), а деякі з них намагалися взагалі вилучити з української мови (так само, як кличний відмінок, фонему і графему «ґ», ортографію іноземних слів тощо) та замінити на слова, неукраїнського походження: москаль на (росіянин), жид на (єврей).
Своїм українським сучасним екзонімом є німці, він також спільний для переважної більшості слов'ян (біл. Немцы, рос. Немцы, босн. Nijemci, н.-луж. Nimc, пол. Niemcy, сербохорв. Nemci, словац. Nemci, словен. Nemci, серб. Немци, хорв. Nijemci, чеськ. Němci і угорців (угор. Németek), притому що самоназва німців — нім. Deutsche (до́йче). Найпоширеніша теорія походження екзоніма апелює до прикметника німи́й, тобто людина, з якою важко порозумітися через незнання нею твоєї мови. За старовини, під «німцем» в Україні мали на увазі будь-якого взагалі іноземця.
Екзонім росіяни, є запозиченим іноземним новотвором, запровадженим на території Російської Федерації у 1990 рр за часів президента Єльцина Б., є не етнічним, а державним і географічним.
Власні українські екзоніми давалися переважно народам-сусідам, а також народам, які здавна проживали на українських землях, саме так виникли історичний екзоетнонім литвини-білоруси та сучасний — вірмени.

## Цікаві факти
- Використання різних екзонімів, зокрема, екзотопонімів, часто є мотивом, на якому будуються сюжети творів художньої літератури, кіно тощо, зокрема, у романі Жюля Верна «Діти капітана Ґранта» декілька разів обігруються ситуації з різномовними назвами островів та інших географічних об'єктів.

## Виноски
1. ↑  Екзонім // Етнічність: енциклопедичний довідник / В. Б. Євтух; Нац. пед. ун-т імені М. П. Драгоманова, Центр етноглобалістики. — К.: Фенікс, 2012. — С. 96.
2. ↑  Хамідова З.Х. Проблеми становлення і розвитку чеченської мови -  «Нахська бібліотека». Архів оригіналу за 9 травня 2008. Процитовано 14 травня 2008.
3. ↑  Tanaka J. The San. Hunter-Gatherers of the Kalahari., Tokyo, 1980, стор. XIII
4. ↑  Штернберг Л. Я. Гиляки, орочи, гольды, негидальцы, айны. — Хабаровск, 1933, стор. 393—395
5. ↑  Волкова Н. Г. Этнонимы и племенные названия Северного Кавказа, стор. 18-19
6. ↑  Див. про поліномію греків у статті Імена греків[en].
7. ↑  История Грузии, Том I, Тбілісі, 1946, стор. 60
8. ↑  «Кочевники (уйгуры и кидани) и их нападения на Китай» // Всемирная история. Энциклопедия. Том 3., Часть III. «Развитое феодальное общество в странах Азии, Европы и Северной Африки»., Глава XVII. «Китай в период развитого феодализма (VIII—XII вв.)», М.:"Государственное издательство политической литературы", 1957. Архів оригіналу за 24 травня 2008. Процитовано 15 травня 2008.
9. ↑  Назви корейців у статті Koreans people («Корейці») в Англомовній Вікіпедії] див. також Names of Korea[en] («Назви Кореї»).
10. ↑  Булашев Г. Український народ у своїх легендах, релігійних поглядах і віруваннях. — К.: Довіра, 1992
11. ↑  Литвини — українська назва білорусів у статті «Литвини»